# Sporting Étoile Club de Bastia 1975-1976
Questa voce raccoglie le informazioni riguardanti lo Sporting Étoile Club De Bastia nelle competizioni ufficiali della stagione 1975-1976.

## Stagione
Benché potenziato nell'attacco grazie agli acquisti di Dragan Džajić nella sessione estiva e di François Félix nella sessione invernale di calciomercato il Bastia, pur ottenendo lo stesso numero di punti della stagione precedente, concluse a ridosso delle posizioni medio-alte dopo un campionato di media classifica. In Coppa di Francia il Bastia, dopo aver ottenuto l'accesso ai quarti di finale in seguito alla rinuncia del Nizza a disputare la ripetizione della gara di ritorno (il cui risultato era stato annullato a causa di incidenti sugli spalti), fu eliminato dal Metz, che prevalse di misura in una gara influenzata dalle pessime condizioni del campo.

## Maglie e sponsor
Viene confermato lo sponsor tecnico Adidas, ma nelle maglie non appare nessuno sponsor.
| Manica sinistra · Manica sinistra · Maglietta · Maglietta · Manica destra · Manica destra · Pantaloncini · Pantaloncini · Calzettoni · Calzettoni |

## Rosa
| N. |                           | Ruolo | Calciatore              |
| -- | ------------------------- | ----- | ----------------------- |
|    | Francia (bandiera)        | P     | Gérard Gili             |
|    | Francia (bandiera)        | P     | Marc Weller             |
|    | Francia (bandiera)        | D     | Paul Marchioni          |
|    | Francia (bandiera)        | D     | Charles Orlanducci      |
|    | Germania Ovest (bandiera) | D     | Paul Ferdinand Heidkamp |
|    | Francia (bandiera)        | D     | André Burkhard          |
|    | Francia (bandiera)        | D     | Jean-Louis Luccini      |
|    | Francia (bandiera)        | D     | Jean-Louis Cazes        |
|    | Francia (bandiera)        | D     | Joseph Graziani         |
|    | Francia (bandiera)        | C     | Serge Lenoir            |
|    | Francia (bandiera)        | C     | Georges Franceschetti   |
|    | Francia (bandiera)        | C     | Pierre Giudicelli       |

| N. |                       | Ruolo | Calciatore             |
| -- | --------------------- | ----- | ---------------------- |
|    | Francia (bandiera)    | C     | José Pasqualetti       |
|    | Francia (bandiera)    | C     | Claude Papi            |
|    | Argentina (bandiera)  | C     | Horacio Neumann        |
|    | Francia (bandiera)    | C     | Alain Santucci         |
|    | Francia (bandiera)    | C     | José Broissart         |
|    | Francia (bandiera)    | A     | François Félix         |
|    | Jugoslavia (bandiera) | A     | Dragan Džajić          |
|    | Francia (bandiera)    | A     | Michel Prost           |
|    | Francia (bandiera)    | A     | Sauveur Agostini       |
|    | Marocco (bandiera)    | A     | Abdelkrim Merry Krimau |
|    | Francia (bandiera)    | A     | Jacques Zimako         |

## Calciomercato

### Sessione estiva
| Acquisti | Acquisti         | Acquisti      | Acquisti |
| R.       | Nome             | da            | Modalità |
| -------- | ---------------- | ------------- | -------- |
| D        | Jean-Louis Cazes | Saint-Étienne |          |
| A        | Dragan Džajić    | Stella Rossa  |          |

| Cessioni | Cessioni             | Cessioni            | Cessioni |
| R.       | Nome                 | a                   | Modalità |
| -------- | -------------------- | ------------------- | -------- |
| D        | Daniel Solas         | Caen                |          |
| D        | André Travetto       | Paris Saint-Germain |          |
| D        | Gilbert Ravanello    | Le Puy              |          |
| C        | Jean-Pierre Giordani | Olympique Avignone  |          |
| A        | Jacques Vergnes      | Stade Reims         |          |

### Sessione invernale
| Acquisti | Acquisti       | Acquisti | Acquisti |
| R.       | Nome           | da       | Modalità |
| -------- | -------------- | -------- | -------- |
| A        | François Félix | Nîmes    |          |

| Cessioni | Cessioni     | Cessioni | Cessioni |
| R.       | Nome         | a        | Modalità |
| -------- | ------------ | -------- | -------- |
| A        | Michel Prost | Red Star |          |

## Statistiche

### Statistiche di squadra
| Competizione     | Punti | Totale | Totale | Totale | Totale | Totale | Totale | DR  |
| Competizione     | Punti | G      | V      | N      | P      | Gf     | Gs     | DR  |
| ---------------- | ----- | ------ | ------ | ------ | ------ | ------ | ------ | --- |
| Division 1       | 45    | 38     | 14     | 13     | 11     | 59     | 53     | +6  |
| Coppa di Francia | -     | 7      | 3      | 3      | 1      | 12     | 6      | +6  |
| Totale           | -     | 45     | 17     | 16     | 12     | 71     | 59     | +12 |

### Statistiche dei giocatori
| Giocatore     | Division 1 | Division 1 |
| Giocatore     | Presenze   | Reti       |
| ------------- | ---------- | ---------- |
| Broissart     | 29         | -          |
| Burkhard      | 36         | -          |
| Cazes         | 32         | -          |
| Džajić        | 34         | 11         |
| Félix         | 15         | 6          |
| Franceschetti | 27         | 1          |
| Gili          | 28         | -          |
| Giudicelli    | 11         | 1          |
| Graziani      | 9          | -          |
| Heidkamp      | 26         | -          |
| Krimau        | 4          | 1          |
| Lenoir        | 35         | 9          |
| Luccini       | 2          | -          |
| Marchioni     | 6          | -          |
| Neumann       | 14         | 1          |
| Orlanducci    | 37         | 2          |
| Papi          | 33         | 9          |
| Pasqualetti   | 1          | -          |
| Prost         | 5          | -          |
| Santucci      | 1          | -          |
| Weller        | 10         | -          |
| Zimako        | 30         | 15         |